# Васьков, Семён Тимофеевич
Семён Тимофеевич Васьков (17 сентября 1934 года, село Гурово, Муромцевский район Омской области — 16 августа 2007 года, Новосибирск) — советский учёный в области информационно-измерительных систем и автоматизации, член-корреспондент АН СССР и Российской академии наук.

## Биография
Детство провёл в Якутии.
В 1959 году окончил Ленинградский институт авиационного приборостроения (ныне - ГУАП), по распределению пришёл на работу в Институт автоматики и электрометрии (ИАиЭ) Сибирского отделения АН СССР.
Кандидат технических наук (1965). Заведующий лабораторией, заместитель директора по науке.
В 1980 году перешёл в Вычислительный центр СО АН на должность заместителя директора по научной работе, один из создателей СКБ вычислительной техники, которое и возглавил в 1986 году.
Доктор технических наук (1988).
Избран членом-корреспондентом АН СССР (1990). С 1991 по 1993 год — заместитель Председателя СО РАН по конструкторско-производственной и коммерческой (инновационной) деятельности.
С 1993 по 2002 год — директор ИАиЭ.

## Награды
С. Т. Васьков был награждён двумя орденами Трудового Красного Знамени и орденом «Знак Почёта».

## Память
Похоронен на Южном кладбище Новосибирска.
Мемориальная доска на здании Института автоматики и электрометрии СО РАН